# Gō Hatano
Gō Hatano (波多野 豪 Hatano Gō?, Tokio, 25 de mayo de 1998) es un futbolista japonés que juega como guardameta en el F. C. Tokyo de la J1 League.

## Trayectoria

### Clubes
| Club                      | País  | Año   |
| ------------------------- | ----- | ----- |
| F. C. Tokyo               | Japón | 2016- |
| V-Varen Nagasaki (cedido) | Japón | 2023  |

## Palmarés

### Títulos nacionales
| Título         | Club        | País  | Año  |
| -------------- | ----------- | ----- | ---- |
| Copa J. League | F. C. Tokyo | Japón | 2020 |